# Emma Thomas
Emma Thomas, född 9 december 1971 i London, är en brittisk filmproducent, känd för samproducerade filmer som The Prestige (2006), Inception (2010), samt The Dark Knight Trilogy från 2005 till 2012. Hon samarbetar ofta med sin make sedan 1997, regissören och producenten Christopher Nolan.

## Filmografi
- 1998 – Following
- 2000 – Memento
- 2002 – Insomnia
- 2005 – Batman Begins
- 2006 – The Prestige
- 2008 – The Dark Knight
- 2010 – Inception
- 2012 – The Dark Knight Rises
- 2014 – Interstellar
- 2017 – Dunkirk
- 2020 – Tenet
- 2023 – Oppenheimer
- 2026 – The Odyssey